# Cocoa House
Cocoa House es un rascacielos ubicado en Ibadán, Nigeria. Fue terminado en 1965 y mide 105 metros. En el momento de su construcción fue el edificio más alto de la región. Se construyó gracias a la rentabilidad de productos básicos como cacao, caucho o madera, que son tradicionales en el estado Oyo.

## Ile Awon Agbe
Es propiedad de Odu'a Investment Company Limited, Ibadán, anteriormente conocida como Ile Awon Agbe, que se traduce como La Casa de los Granjeros. Se encargó su uso en agosto de 1965. Ess propiedad de Wemabod Estates Limited, una filial del grupo de empresas O'dua.
Fue destruido por un incendio el 9 de enero de 1985 y rehabilitado para su uso en agosto de 1992.